# Can Llinars (Girona)
Can Llinars és un mas a uns centenars de metres a l'est del veïnat gironí de Sant Daniel. De planta rectangular amb pallissa i dependències adossades al costat esquerre de la façana principal, la masia és de planta baixa i un pis (igual que la pallissa), amb teulat a dues aigües i carener paral·lel a la façana principal. L'accés es produeix a la cantonada de l'entrega entre els dos cossos, per porta de llinda planera. La pallissa té el carener perpendicular a la façana i és de dos aigües. Cal ressaltar l'arc gran de punt rodó, de pedra. Damunt, finestra d'arc de punt rodó. Pel costat lateral dret de pallissa, i a nivell de planta baixa, hi ha uns arquets rebaixats tapiats. Obertures diverses de llinda de pedra. A la façana posterior hi ha una finestra d'arc conopial.